# Библиотека (Фотије)
"Библиотека" (грч. Βιβλιοθήκη, Μυριόβιβλος) Фотија Цариградског је велика антологија античке грчке књижевности. То је прво и главно дело Фотијево (820–891), написано највероватније око 855, а свакако пре 887. године, у време док је био професор на Високој школи у Магнаври (Цариградски универзитет). Библиотека показује Фотијево задивљујуће познавање антике и представља га као енциклопедисту и полихистора.
Фотијева Библиотека је камен темељац византијске историје наслеђа и крајња тачка византијске учености" (академик проф. Ханс Георг Бек, 1910-1999).

## Основне напомене
У својих 280 кодекса "Библиотека" покрива 386 књижевних дела, јер понекад један кодекс садржи описе неколико различитих књига. Обим ових кодекса варира од неколико редова, у којима се помиње тек нешто мало више од имена аутора и назива дела, преко пар страница, у којима се даје и преглед садржаја књиге, па до неколико десетина страна посвећених једној књизи, када кодекс садржи и већи број фрагмената књиге и критичке примедбе са непогрешивим мишљењем о стилу аутора и квалитету дела. Ово мишљење понекад може да буде кратко и наизглед површно, а понекад је то пажљиво одмерен и добро утемељен суд, но Фотије се ту увек показује као човек префињеног и узвишеног укуса. Његови прикази су "сажети, критички и увек веродостојни – чак и у односу на стилска обележја појединих приказиваних дела; никакве једнообразности, осим основне схеме приказа, овде нема".
Кодекси "Библиотеке" то су заправо сажети извештаји о књигама које је Фотије прочитао и проучио, а који се разликују како по дужини, тако и по методу приступа делу.
"Библиотека" садржи Фотијеве есеје о бројним књигама, као и дуже или краће одломке из њих, са његовим критичким примедбама. Посебно су значајни одломци из историјских дела, јер је Фотије располагао књигама које су касније изгубљене. Х. Г. Бек вели да је Фотија у "Библиотеци" занимала углавном област критике стила, али да су "његови фрагменти од прворазредне помоћи за реконструкцију ране византијске историографије". Поред дела историчара, предмет "Библиотеке" су и дела богослова, филозофа, географа, беседника, који су Фотија изгледа нарочито занимали, затим граматичара, природњака, лекара, математичара, као и документа црквених сабора и житија светих, али ту има чак и романтичних авантура и дела женских писаца. Такође, у "Библиотеци" постоји више примера излагања целокупног опуса једног аутора, на основу чега Луј Бреје изводи закључак да у Византији "није била реткост издавање целокупних дела неког чувеног писца".
Када је реч о кодексима "Библиотеке" који садрже приказе световних дела, таквих има 122, и у њима је приказано 147 књига. Највећи део тих књига сачуван је до наших дана, мада понекад у окрњеном облику, зато М. Каплан каже да су "верзије које је користио Фотије биле много потпуније". У 157 кодекса "Библиотеке" са делима верског карактера, описане су 223 књиге, од којих је до данас сачувано само седамдесетак. Фотије је, примера ради, последњи који је имао у рукама "Хришћанску историју" Филипа из Сида (Кодекс 35). Овај губитак је утолико више за жаљење што су код Филипа очевидно коришћене вести које Јевсевије Кесаријски није узео у обзир у својој "Црквеној историји". 

Сирил Манго каже да је нешто више од половине књига које је Фотије приказао у "Библиотеци" или у потпуности изгубљено, или су сачуване само у фрагментима. "Ако су та дела чинила његову приватну збирку, онда је његова библиотека морала да буде много већа од било које познате приватне библиотеке у Византији".
Фотије је у "Библиотеци", по мишљењу Х. Г. Бека, суштински много више био заинтересован за лексичку грађу, стил и облик обрађиване књижевности, него, на пример, за њене моралне квалитете. У "Библиотеци" су приказане 233 књиге хришћанских писаца (56% приказа ), наспрам 147 дела паганских или световних аутора. "Библиотека" не садржи школске уџбенике, као ни поезију, ни драме.
Од огромног је значаја за историју византијске књижевности Фотијева 'Библиотека' (Мириовивлон). То је најдрагоценија књига византијске учене прозе и уједно пример велике ерудиције и стилског мајсторства. 'Библиотека' се може примити као првокласни извор за историју старохришћанске и рановизантијске теолошке књижевности, као и профане писмености Византије до IX века" (академик др Димитрије Богдановић).
"Ту иначе постоји велика разноликост. – пише Сирил Манго – Карактеристично је да већина приказаних књига припада периоду позне антике, док је наредни период представљен веома оскудно". Аутори књига из Фотијеве "Библиотеке" живели су у периоду од готово тринаест векова, између Херодота (484–425) и једнога од Фотијевих претходника на патријаршијској катедри, Никифора (806-815). Интересантно је такође да се велики филозофи древне Грчке у "Библиотеци" једва и спомињу, баш као и најпознатији антички писци уопште, вероватно зато што је Фотије имао намеру да прикаже углавном мање позната дела. Такође, најпознатијим богословима посвећено је релативно мало места. Често се спомињу Атанасије Велики, Јован Златоуст, Григорије Богослов и Василије Велики, али опширније се говори само о њиховим мање познатим делима.

## Рукописи
Рукописна традиција "Библиотеке" започиње са примерком који је добио Тарасије, Фотијев брат, како сведочи посвета. Х. Г. Бек претпоставља да је тај примерак имао много скраћеница и видних знакова журбе. "За књижарско тржиште – закључује он – узимани су вероватно знатно боље опремљени преписи". Сви сачувани рукописи Фотијеве "Библиотеке" потичу или од рукописа Codex Marcianus gr. 450 из X века, који се означава словом А, или од Codex Marcianus gr. 451 из XII века, који се означава словом М. Ова два рукописа потпуно су независни један од другог и представљају две различите гране традиције. Трећи по значају међу сачуваним рукописима "Библиотеке" је Codex Parisinus Graecus 1266 из XIII века, који се означава латиничним словом В и преписан је директно са рукописа А пре него што је овај остао без последња два табака. Следећа два рукописа, за које Х. Г. Бек каже да представљају "контаминацију А и М" су Cod. Parisinus gr. 1226 (C), из XIV или XV века, и Cod. Vaticanus Ottobonianus gr. 19-20 (без слова ознаке) из XV века. Ту је и Cod. Parisinus gr. 1227 (D) из XVI века, који представља копију рукописа C. Постоје још четири рукописа из XVI века:
- Cod. Monacensis gr. 30 (E), који је директно преписан са M,
- Cod. Vaticanus-Palatinus 421-422 (K), копија Ott. gr 19-20,
- Cod. Parisinus suppl. gr. 471 (T), директна копија M,
- Cod. Parisinus Harleianus gr. 5591-5593 (X).

## Штампана издања
Штампано издање "Библиотеке" први је објавио Давид Хешел 1601. године у Аугзбургу, према рукопису Cod. Harleianus gr. 5591-5593 (X) из XVI века. Потом је објављују Андреас Скот из Антверпена 1606. године, такође у Аугзбургу, Пол Естјен у Женеви 1611. и Жан и Давид Бертелин у Руану 1653. године. Прво модерно критичко издање у два тома, и то према рукопису А, приредио је И. Бекер (Берлин, 1824-1825). Према Бекеровом тексту "Библиотеку" је објавио Ж. П. Мињ у 103. и 104. тому Патрологије Грека (Париз, 1860). Коначно, Рене Анри је између 1959. и 1977. објавио двојезично грчко-француско издање у 8 томова, са индексом појмова у 9. тому (1991) , а Елефтерије Меретакис је 2001. у Солуну објавио изворни грчки текст "Библиотеке" са новогрчким преводом. Грчки текст „Библиотеке“ са српским преводом и коментарима (I том, кодекси 1-64) објављен је 2016. године.

## Прва 64 кодекса Фотијеве „Библиотеке“
1. Тeодор презвитер, „О аутентичности дела Дионисија Ареопагита“;
2. Адријан, „Увод у Свето Писмо“;
3. Нонос, „Историја“;
4. Теодор Антиохијски, „Против Евномија“;
5. Софроније, „Против Евномија“;
6. Григорије Ниски, „Против Евномија“;
7. Григорије Ниски, на исту тему;
8. Ориген, „О начелима“;
9. Јевсевије Кесаријски, „Praeparatio Evangelica“;
10. Јевсевије Кесаријски, „Demonstratio Evangelica“;
11. Јевсевије Кесаријски, „Praeparatio Ecclesiastica“;
12. Јевсевије Кесаријски, „Demonstratio Ecclesiastica“;
13. Јевсевије, „Побијање и одбрана“;
14. Аполинарије из Јерапоља, „Против незнабожаца, О побожности, О истини“;
15. Геласије Кизички, „Дела Првог васељенског сабора“;
16. „Дела Трећег васељенског сабора“;
17. „Дела Четвртог васељенског сабора“;
18. „Дела Петог васељенског сабора“;
19. „Дела Шестог васељенског сабора“;
20. „Дела Седмог васељенског сабора“;
21. Јован Филопон, „О васкрсењу“;
22. Теодосије Монах, „Оповргавање Филопонове расправе о васкрсењу“;
23. Конон, Евгеније, Темист, против истог Јовановог дела;
24. Акта расправе пред Јованом Цариградским;
25. Златоуст, „О смрти, Вазнесењу и Педесетници“;
26. Синесије Киренски, „О Царству и на друге теме“;
27. Јевсевије, „Црквена историја“;
28. Сократ, „Црквена историја“;
29. Евагрије Схоластик, „Црквена историја“;
30. Созомен, „Црквена историја“;
31. Теодорит, „Црквена историја“;
32. Атанасије Велики, „Писма“;
33. Јуст из Тиберије, „Хроника Јеврејских Царева“;
34. Jулије Африканац, „Историја“;
35. Филип из Сиде, „Хришћанска историја“;
36. Козма Индикоплевст, „Хришћанска топографија“;
37. „О политици“;
38. Теодор Мопсуестијски, „Тумачење Књиге Постања“;
39. Јевсевије Памфил, „Против Јероклове расправе“;
40. Филосторгије Аријанац, „Црквена историја“;
41. Јован из Егеје, „Црквена историја“;
42. Василије Киликијски, „Црквена историја“;
43. Јован Филопон, „О Шестодневу“;
44. Филострат из Тира, „Живот Аполонија Тијанског“;
45. Андроникијан, „Против Евномијеваца“;
46. Теодорит Кирски, „Против различитих (јеретичких) поставки“;
47. Јосиф Флавије, „Јудејски рат“;
48. Јосиф Флавије, „О свемиру“;
49. Свети Кирило Александријски, „Против Несторијевих хула“;
50. Монах Никија, „Против Филопонових седам поглавља“;
51. Исихије презвитер Константинопољски, „О бронзаној змији“;
52. „Дела сабора у Сиди против јереси Месалијана“;
53. „Дела Картагинског сабора против Пелагија и Келестија“;
54. Препис аката које су епископи Запада донели против несторијанских учења;
55. Јован Филопон, „Против светог и васељенског Четвртог сабора“;
56. Теодорит Кирски, „Против јереси“;
57. Апијан, „Римска историја“;
58. Аријан, „Партика“;
59. Дела Сабора („под храстом”) који се безаконо састао против светог Јована;
60. Херодот, „Историја (у девет књига)“;
61. Есхин, „Три беседе“;
62. Праксагора Атињанин, „Историја Константина Великог“;
63. Прокопије, „Историја“;
64. Теофан Византинац, „Историја, у десет књига“...